# Stubby Kaye
Stubby Kaye (11 de noviembre de 1918-14 de diciembre de 1997) fue un actor cómico estadounidense.

## Inicios y carrera
Su verdadero nombre era Bernard Kotzin, y nació en la ciudad de Nueva York, en el seno de una familia judía originaria de Rusia y Austria, criándose en los barrios de Queens y Bronx.
Hacia el final de la época de la comedia musical, los directores veían a Kaye como un maestro del idioma de Broadway. Esto se evidenciaba en tres de los mejores números de los espectáculos de la época: “Fugue for Tinhorns” y “Sit Down You’re Rockin’ the Boat” (de Guys and Dolls, 1950), y “Jubilation T. Cornpone” (de Li'l Abner, 1956). Kaye es conocido por su papel de Nicely-Nicely Johnson en Guys and Dolls, primero en el circuito de Broadway y después en la versión cinematográfica, y por el de Marryin' Sam en Li'l Abner, tanto en la versión teatral como en la filmada. 
En 1962 hizo el papel de Mikado en el film de Michael Winner The Cool Mikado, y en 1965 interpretó, junto a Nat King Cole, a uno de los músicos narradores de la comedia western "La ingenua explosiva", film protagonizado por Jane Fonda y Lee Marvin. Su última actuación para el cine fue con el papel de Marvin en ¿Quién engañó a Roger Rabbit?.
En el medio televisivo, en 1958 fue artista invitado de la producción de la NBC The Gisele MacKenzie Show. En la temporada 1959–1960 Kaye trabajó junto a William Demarest, Jeanne Bal y Murray Hamilton en la sitcom de la NBC Love and Marriage.
En la temporada 1960-1961, Kaye fue Marty en la sitcom de la CBS My Sister Eileen, show protagonizado por Shirley Bonne y Elaine Stritch, Rose Marie y Raymond Bailey.
En la década de 1960 Kaye se hizo conocido por presentar un programa semanal de talentos de carácter infantil, Stubby's Silver Star Show, y en la temporada 1962–1963 trabajó con regularidad en Pantomime Quiz. Además, en 1963 intervino como el obeso marino "Tubby Mason" en la serie de la NBC Ensign O'Toole, protagonizada por Dean Jones. 
Otro de sus trabajos televisivos fue el que en 1964–65 hizo como presentador en el concurso infantil de la ABC Shenanigans. 
También para la televisión, pero en esta ocasión en el Reino Unido, en 1987 hizo una actuación como artista invitado en Delta and the Bannermen, un serial de la serie de ciencia ficción Doctor Who. 
Fuera de la pantalla, en 1974 trabajó en Broadway en la reposición del musical Good News.

## Vida personal
Su primera esposa fue Jeanne Watson, natural de Chicago. Se casaron en 1960, al finalizar la serie Love and Marriage pero, por motivos personales, la pareja se divorció tras un año de matrimonio. 
Su segundo matrimonio fue con Angela Bracewell, antigua corista del circuito de Broadway a quien conoció mientras vivía en Gran Bretaña. La pareja permaneció unida hasta el fallecimiento del actor, hecho ocurrido a causa de un cáncer de pulmón en 1997 en Rancho Mirage (California).

## Filmografía parcial
- ¿Quién engañó a Roger Rabbit? (1988)
- Ellis Island (1984) Miniserie televisiva
- Sweet Charity (1969)
- Can Hieronymus Merkin Ever Forget Mercy Humppe and Find True Happiness? (1969)
- The Way West (1967)
- La ingenua explosiva (1965)
- Sex and the Single Girl (1964)
- The Cool Mikado (1962)
- Li'l Abner (1959)
- Guys and Dolls (1955)